# Ołeksij Mychajłyczenko
Ołeksij Wołodymyrowycz Mychajłyczenko, ukr. Олексій Володимирович Михайличенко, ros. Алексей Владимирович Михайличенко, Aleksiej Władimirowicz Michajliczenko (ur. 30 marca 1963 w Kijowie, Ukraińska SRR) – ukraiński piłkarz, grający na pozycji pomocnika, trener; mistrz olimpijski i wicemistrz Europy, zdobywca Pucharu Zdobywców Pucharów.

## Kariera piłkarska

### Kariera klubowa
Mychajłyczenko jest wychowankiem juniorskiej szkółki Dynama Kijów, do której zapisał się w 1973 roku. W drużynie seniorskiej Dynama grał w latach 1981-1990. W lidze radzieckiej rozegrał 137 meczów i strzelił 39 bramek, trzy razy sięgał po mistrzostwo ZSRR (1985, 1986, 1990), dwa razy zdobył puchar ZSRR (1985, 1987) i raz Puchar Zdobywców Pucharów (1986). W 1990 roku odszedł do Sampdorii. Z klubem tym osiągnął mistrzostwo Serie A 1990-91. W 24 ligowych meczach zdobył 3 gole. W 1991 roku na pięć lat został zawodnikiem Rangers F.C. Z klubem tym 5-krotnie został mistrzem Szkocji, trzy razy zdobył puchar Szkocji. W tamtejszej lidze rozegrał 110 razy i strzelił 20 bramek.

### Kariera reprezentacyjna
W barwach Związku Radzieckiego zagrał 41 razy i strzelił 9 bramek. Największymi sukcesami było mistrzostwo olimpijskie na olimpiadzie w Seulu w 1988 roku oraz wicemistrzostwo Europy w RFN, także w 1988 roku. W reprezentacji Ukrainy rozegrał dwa spotkania.

## Kariera trenerska
Po zakończeniu kariery piłkarskiej Mychajłyczenko został asystentem trenera Walerego Łobanowskiego w Dynamie Kijów. Po śmierci Łobanowskiego (2002) objął stanowisko pierwszego trenera Dynama, które zajmował do 2004 roku, dwa razy zdobywając mistrzostwo Ukrainy (2003, 2004) i raz puchar Ukrainy (2003). W latach 2004–08 był trenerem reprezentacji Ukrainy U-21, z którą w 2006 roku zdobył wicemistrzostwo Europy. 11 stycznia 2008 przejął po Ołehu Błochinie stanowisko trenera reprezentacji narodowej Ukrainy. 21 października 2011 objął stanowisko dyrektora sportowego w Dynamie Kijów. 1 lipca przeniósł się stanowisko asystenta głównego trenera, ale już 26 września 2013 ponownie wrócił do obowiązków dyrektora sportowego. 15 sierpnia 2019 ponownie stał na czele Dynama.

## Sukcesy i odznaczenia

### Sukcesy indywidualne
- 4. miejsce w plebiscycie France Football na najlepszego piłkarza Europy
- najlepszy piłkarz roku ZSRR: 1988
- najlepszy piłkarz roku Ukraińskiej SRR: 1987, 1988
- wybrany do listy 33 najlepszych piłkarzy ZSRR: Nr 1 (1988, 1989, 1990), Nr 2 (1987)[6]

### Odznaczenia
- tytuł Mistrza Sportu ZSRR: 1985
- tytuł Mistrza Sportu Klasy Międzynarodowej: 1986
- tytuł Zasłużonego Mistrza Sportu ZSRR: 1988
- Order Przyjaźni Narodów: 1989
- Order „Za zasługi” III klasy: 2004[7].
- „Za zasługi” II klasy: 2006[8]